# Inhalt (Strafrecht)
Ein Inhalt ist im deutschen Strafrecht Anknüpfungspunkt für zahlreiche Straftatbestände. Inhalte werden in § 11 Abs. 3 StGB definiert. Als Inhalte gelten solche, die in Schriften, Ton- und Bildträgern, Datenspeichern, Abbildungen oder anderen Verkörperungen enthalten sind oder auch unabhängig von einer Speicherung mittels Informations- oder Kommunikationstechnik übertragen werden.

## Strafvorschriften
Inhalte im Sinne des § 11 Abs. 3 sind Anknüpfungspunkt verschiedener Straftatbestände im StGB Deutschlands, die das Herstellen, Besitzen, Verbreiten oder andere Verwendungsformen unter Strafe stellen. Dies sind z. B.
- § 91 StGB und § 130a StGB (Anleitung zu Straftaten),
- § 185 StGB (Beleidigung), § 186 StGB (Üble Nachrede), § 187 StGB (Verleumdung)
- § 184 StGB, § 184a StGB, § 184b StGB, § 184c StGB in Bezug auf pornographische Inhalte,
- § 86 StGB (Verbreiten von Propagandamitteln verfassungswidriger Organisationen)
- § 86a StGB (Verwenden von Kennzeichen verfassungswidriger Organisationen)
- § 130 StGB (Volksverhetzung)
- § 219a StGB (Werbung für den Abbruch der Schwangerschaft)

## Geschichte
Von 1975 bis 2020 wurde der Begriff Schriften als Oberbegriff verwendet. § 11 Abs. 3 StGB a. F. legte fest, dass Straftatbestände, die an „Schriften“ anknüpfen und die Vorschrift des § 11 Abs. 3 StGB zitierten, auch auf Ton- und Bildträger, Datenspeicher (ab 1. August 1997), Abbildungen und andere Darstellungen anwendbar sind. Damit konnte letztlich jede verkörperte oder sonst (z. B. elektronisch) verfügbare Gedankenerklärung Anknüpfungspunkt für entsprechende Straftatbestände sein.

## Gesetzesänderung
Mit Wirkung zum 1. Januar 2021 wurde der Begriff der Schriften im StGB und in der StPO durch die Begriffe der Inhalte bzw. Verkörperungen eines Inhalts ersetzt. Dies geschieht durch das Gesetz vom 30. November 2020. Dadurch sollte das Strafrecht der Lebenswirklichkeit angepasst werden, in der die Verbreitung immer seltener durch (gedruckte) Schriften erfolgt, sondern vornehmlich durch digitale Inhalte besonders im Internet. Nach der Ansicht des Deutschen Richterbundes dient dies der Rechtssicherheit und Rechtsklarheit.